# Guillerval
Guillerval és un municipi francès, situat al departament de l'Essonne i a la regió de Illa de França. L'any 2007 tenia 745 habitants.
Forma part del cantó d'Étampes, del districte d'Étampes i de la Comunitat d'aglomeració de l'Étampois Sud-Essonne.

## Demografia

### Població
El 2007 la població de fet de Guillerval era de 745 persones. Hi havia 284 famílies, de les quals 72 eren unipersonals (36 homes vivint sols i 36 dones vivint soles), 72 parelles sense fills, 116 parelles amb fills i 24 famílies monoparentals amb fills.
La població ha evolucionat segons el següent gràfic:
Habitants censats

### Habitatges
El 2007 hi havia 330 habitatges, 285 eren l'habitatge principal de la família, 28 eren segones residències i 17 estaven desocupats. 317 eren cases i 13 eren apartaments. Dels 285 habitatges principals, 245 estaven ocupats pels seus propietaris, 27 estaven llogats i ocupats pels llogaters i 13 estaven cedits a títol gratuït; 1 tenia una cambra, 17 en tenien dues, 46 en tenien tres, 70 en tenien quatre i 151 en tenien cinc o més. 235 habitatges disposaven pel capbaix d'una plaça de pàrquing. A 104 habitatges hi havia un automòbil i a 163 n'hi havia dos o més.

### Piràmide de població
La piràmide de població per edats i sexe el 2009 era:
| Homes | Edats   | Dones |
| ----- | ------- | ----- |
| 4     | 95 o +  | 0     |
| 0     | 90 a 94 | 0     |
| 4     | 85 a 89 | 4     |
| 0     | 80 a 84 | 8     |
| 0     | 75 a 79 | 16    |
| 16    | 70 a 74 | 12    |
| 12    | 65 a 69 | 12    |
| 20    | 60 a 64 | 16    |
| 24    | 55 a 59 | 32    |
| 28    | 50 a 54 | 36    |
| 40    | 45 a 49 | 32    |
| 36    | 40 a 44 | 20    |
| 20    | 35 a 39 | 44    |
| 20    | 30 a 34 | 4     |
| 24    | 25 a 29 | 16    |
| 28    | 20 a 24 | 16    |
| 32    | 15 a 19 | 20    |
| 32    | 10 a 14 | 12    |
| 24    | 5 a 9   | 20    |
| 28    | 0 a 4   | 16    |

## Economia
El 2007 la població en edat de treballar era de 497 persones, 380 eren actives i 117 eren inactives. De les 380 persones actives 352 estaven ocupades (197 homes i 155 dones) i 28 estaven aturades (16 homes i 12 dones). De les 117 persones inactives 43 estaven jubilades, 38 estaven estudiant i 36 estaven classificades com a «altres inactius».

### Ingressos
El 2009 a Guillerval hi havia 287 unitats fiscals que integraven 773,5 persones, la mediana anual d'ingressos fiscals per persona era de 21.742 €.

### Activitats econòmiques
Dels 41 establiments que hi havia el 2007, 2 eren d'empreses extractives, 4 d'empreses de fabricació d'altres productes industrials, 9 d'empreses de construcció, 12 d'empreses de comerç i reparació d'automòbils, 5 d'empreses de transport, 2 d'empreses d'hostatgeria i restauració, 1 d'una empresa immobiliària, 3 d'empreses de serveis i 3 d'entitats de l'administració pública.
Dels 8 establiments de servei als particulars que hi havia el 2009, 1 era un taller de reparació d'automòbils i de material agrícola, 1 autoescola, 1 guixaire pintor, 2 lampisteries, 2 empreses de construcció i 1 restaurant.
Dels 2 establiments comercials que hi havia el 2009, 1 era una botiga de menys de 120 m² i 1 una llibreria.
L'any 2000 a Guillerval hi havia 8 explotacions agrícoles.

## Equipaments sanitaris i escolars
El 2009 hi havia 1 escola maternal i 1 escola elemental.

## Poblacions més properes
El següent diagrama mostra les poblacions més properes.